# Izolator sekcyjny

Oznaczenie izolatora sekcyjnego

Izolator sekcyjny – urządzenie, stanowiące granicę poszczególnych odcinków zasilania. Izolatory sekcyjne wbudowywane są w ciąg przewodów jezdnych. Służą do elektrycznego podziału sieci trakcyjnej (sekcjonowania), zapewniając jednocześnie płynne przejście pantografu pojazdu zasilanego z sieci trakcyjnej.
Dzielimy je na izolatory rozwarte, które stanowią granice odcinków zasilania oraz izolatory zwarte umożliwiające wyłączenie fragmentu odcinka zasilania.

## Przypisy

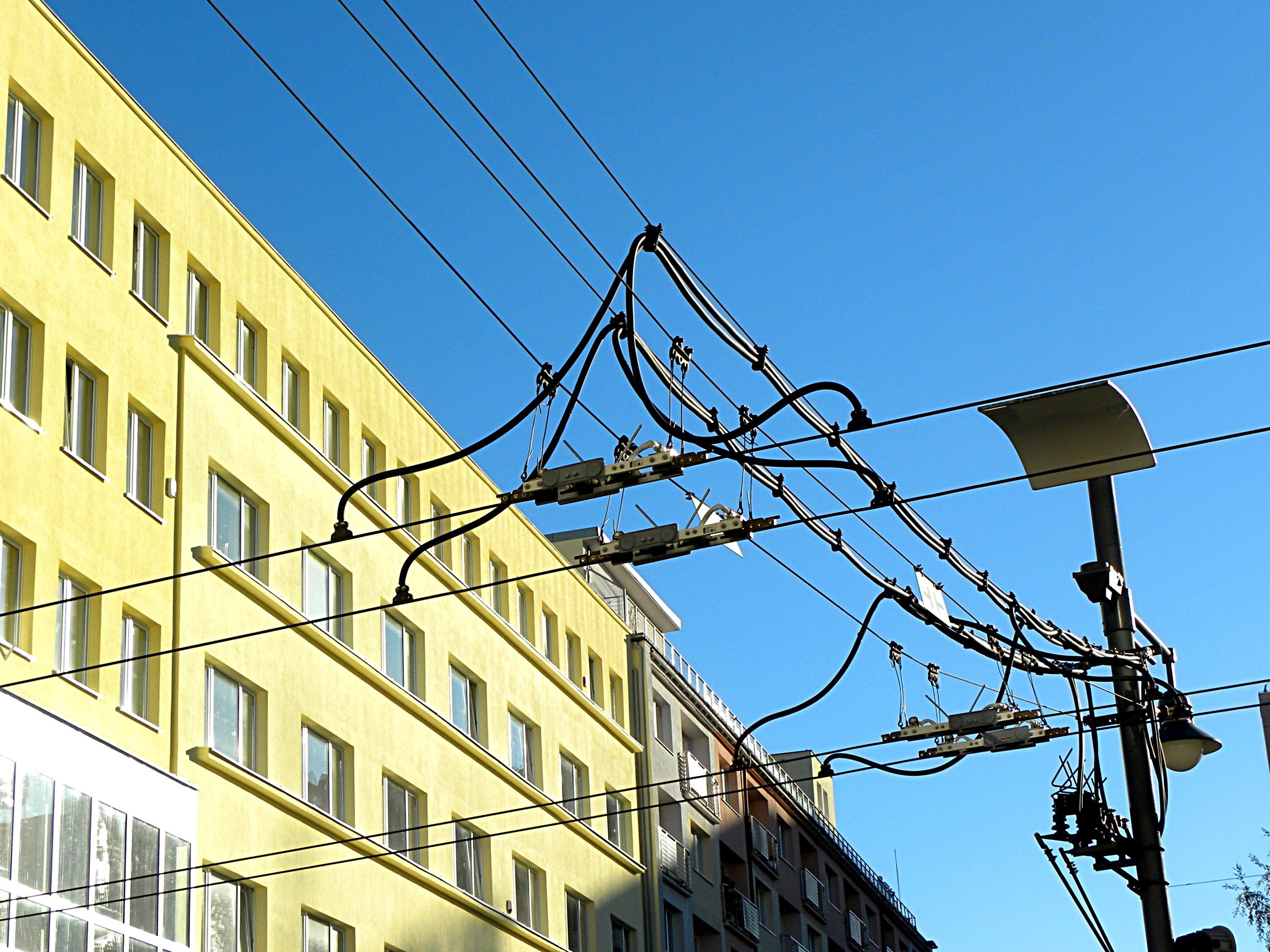
Izolatory sekcyjne sieci trolejbusowej - Gdynia